# Rajd na Fanning
Rajd na Fanning – atak niemieckich okrętów na brytyjską stację przekaźnikową na wyspie Fanning podczas I wojny światowej. Przeprowadzony został 7 września 1914 roku przez krążownik lekki SMS „Nürnberg” oraz krążownik pomocniczy SMS „Titania”, które były częścią Niemieckiej Eskadry Wschodnioazjatyckiej wiceadmirała Maximiliana von Spee.

## Tło
Wyspa Fanning została zaanektowana przez Wielką Brytanię w 1888 roku. Brytyjska firma komunikacyjna, Cable and Wireless, zbudowała na stację przekaźnikową dla swojej podwodnej linii telegraficznej na środkowym Pacyfiku. Stacja była częścią linii telegraficznej All Red Line, łączącej wszystkie brytyjskie kolonie
W sierpniu 1914 roku, na początku I wojny światowej, Niemiecka Eskadra Wschodnioazjatycka pod dowództwem wiceadmirała Maximiliana von Spee wyruszyła ze swojej bazy w Tsingtau. Spee zamierzał zabrać swoje okręty do Ameryki Południowej, skąd mógłby prowadzić rajdy na brytyjskie szlaki handlowe. 6 września, podczas swojej podróży przez Pacyfik, wysłał on krążownik lekki SMS „Nürnberg” i krążownik pomocniczy SMS „Titania” na Fanning w celu rozpoznania i zniszczenia tamtejszej stacji telegraficznej.

## Przebieg
6 września o godzinie 17:00 „Nürnberg” i wyposażona w narzędzia do przecinania kabli „Titania” odłączyły się od eskadry Spee i skierowały w stronę wyspy Fanning. Garnizon na wyspie  otrzymał kilka wiadomości z Honolulu, że „Nürnberg” i „Leipzig” uzupełniały na Hawajach zapasy węgla i że mogą spodziewać się ich obecności w swojej okolicy. W związku z tym już dwa tygodnie wcześniej zaangażowano pewnego tubylca w nocną wartę i wypatrywanie okrętów na horyzoncie. 7 września o godzinie 4:30 tubylec ten poinformował superintendenta Alfreda Smitha oraz drugiego oficera o zbliżającym się dużym parowcu. W pół godziny później na nabrzeżu zjawiło się trzech oficerów, lecz strażnik poinformował ich, że parowiec przepłynął wzdłuż South Point i zniknął za horyzontem. Oficerowie uznali, że był to zapewne jakiś zbłąkany statek i powrócili do swoich łóżek.
Jeden z nich powrócił na nabrzeże o 6:00, akurat w porę, by ujrzeć zbliżający się do wyspy trzykominowy krążownik. Obserwatorzy zauważyli na nim powiewającą francuską banderę, na co odpowiedzieli wciągnięciem na maszt brytyjskiej flagi. Wysłali także gońca do reszty oficerów, informując ich, że przybywający okręt jest francuski. Krążownik zacumował przy przystani, a następnie opuścił na wodę szalupę z karabinem maszynowym i uzbrojonymi marynarzami. Brytyjczycy zorientowali się, że zostali oszukani, lecz nim zdążyli zareagować Niemcy przybili do brzegu i cała szóstka obserwatorów została zakuta w kajdanki i wzięta do niewoli.
Następnie Niemcy rozpoczęli destrukcję stacji. Natychmiast otoczyli wszystkie budynki i zniszczyli generator pociskami z karabinów. Strzały obudziły śpiących pracowników stacji, którzy chcąc sprawdzić źródło hałasu znaleźli Niemców celujących do nich z broni. Operatorzy będący akurat na swojej zmianie zdążyli jeszcze wysłać na Suvę krótką wiadomość: „to «Nürnberg»; strzelają” i chwilę później zostali zaaresztowani. Nie minęło sześć minut zanim cała załoga stacji została wzięta do niewoli. Wtedy napastnicy wzięli siekiery i przystąpili do destrukcji.
W międzyczasie do brzegu przybiła druga niemiecka łódź i więźniom zezwolono na swobodny ruch. Uszkodzony wcześniej generator miał teraz zostać wysadzony za pomocą materiałów wybuchowych. Brytyjczykom kazano odsunąć się na bezpieczną odległość i wkrótce potem dwie silne eksplozje wstrząsnęły wyspą. Dach maszynowni wyleciał w powietrze, a jej ściany popękały; same maszyny zaś zostały nieodwracalnie uszkodzone. Olej silnikowy zajął się ogniem, lecz szybko się wypalił. Końce kabla telegraficznego znajdujące się na brzegu zostały potraktowane w podobny sposób co generator. Chwilę później zauważono dym w okolicy North Point - przybyła „Titania”.
Niemcy powrócili na krążownik zabierając ze sobą wszystkie dokumenty i plany znalezione w biurze. Przeglądając je dowiedzieli się o położeniu składów broni i części zamiennych na wyspie. Dlatego o godzinie 15:00 ponownie pojawili się na brzegu i zażądali wydania całego ukrytego wyposażenia, broni i amunicji. Według brytyjskich szacunków było to łącznie 9 lub 10 skrzyń sprzętu technicznego, ponad 20 karabinów i prawie 20 tys. sztuk amunicji. Raport kpt. Schönberga mówi o 21 karabinach i 13 tys. sztuk amunicji, jak również o 720 funtach szterlingach, 2 szylingach i 6 pensach w gotówce. Nie omieszkano zabrać również znaczków pocztowych. Gdy Niemcy ponownie znaleźli na pokładzie „Nürnberga”, „Titania” przecięła podmorskie kable, najpierw łączący wyspę z Kanadą, a następnie ten do Fiji, i oba okręty odpłynęły na zachód.
Niemieccy marynarze wspominani byli przez Brytyjczyków jako profesjonalni i uprzejmi. Dla przykładu, jeden z nich zwrócił się do pracownika stacji ze słowami: "Czy byłby pan tak uprzejmy i przyniósł mi piłę?". Po otrzymaniu rzeczonego narzędzia zaczął ścinać nim maszt flagowy. Inny niemiecki oficer powiedział "Przykro mi, panowie, ale to jest wojna", po czym uderzył siekierą we wzmacniacz sygnału, jednym ruchem ręki wyrządzając szkody w wysokości 2000 funtów.

## Następstwa
W wyniku rajdu stacja stała się bezużyteczna na dwa miesiące. Następny sygnał nadano dopiero 6 listopada.
W ciągu kilku dni następujących po ataku, „Nürnberg” przechwycił kilka sygnałów, z których wynikało, że Brytyjczycy byli przerażeni rajdem. Strach związany z nieznanym położeniem eskadry Spee, dotąd odczuwany jedynie na wodach Azji Wschodniej, dotarł już do Australii.